# Riu Súkhona
El Súkhona (rus: Су́хона) és un riu de la part europea de Rússia, afluent del Dvinà Septentrional. El curs del Sukhona es troba als districtes d'Ust-Kubinsk, Sokolsk, Mezhdurechensky, Totemsky, Tarnogsky, Nyuksensky i Velikoustyugsky de l'óblast de Vólogda a Rússia. Té 558 km de llarg, i l'àrea de la seva conca 50.300 km². El Súkhona s'uneix al Yug prop de la ciutat de Veliki Ústiug, formant el Dvinà Septentrional, un dels rius més grans de Rússia europea.

Mapa de la conca del Dvinà Septentrional. El Súkhona es mostra al mapa.

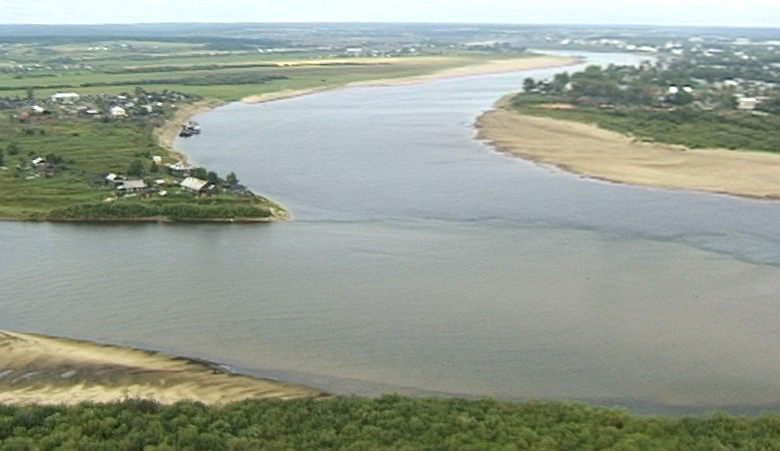
El Dvinà Septentrional comença com la confluència del Riu Iug (esquerra) i el Súkhona (a dalt) a la ciutat de Veliki Ústiug

Els afluents més grans del Súkhona són el Vólogda (dreta), el Lezha (dreta), el Pelshma (esquerra), el Dvinitsa (esquerra), el Tolshma (dreta), el Tsaryova (esquerra), l'Úftiuga (esquerra) i el Gorodishna (dreta).

## Etimologia
Segons el Diccionari Etimològic de Max Vasmer, el nom del riu prové del rus i probablement significa un riu amb el fons sec (dur).

## Geografia física
La font del Súkhona es troba a la part sud-est del llac Kubenskoie. El Súkhona flueix en direcció sud-est, accepta el Vólogda i el Lezha des de la dreta i gira al nord-est. La major part del curs del riu transcorre per un paisatge muntanyós amb marges alts. El Súkhona es congela a finals d'octubre - novembre i roman sota el gel fins a finals d'abril - principis de maig.
Les ciutats de Sokol, Totma i Veliky Ustyug, així com els pobles i centres de districte Shuyskoye i Nyuksenitsa, es troben a la vora del Súkhona.
La conca del riu Súkhona comprèn vastes àrees a les parts central i oriental de l'oblast de Vologda, al sud de l'Óblast d'Arkhànguelsk i al nord de Óblast de Kostromà. En particular, la ciutat de Vólogda es troba a la conca del riu Súkhona. La conca també inclou el llac Kubenskoie, un dels llacs més grans de l'oblast de Vólogda. La conca fluvial està limitada des del sud per la part occidental de la carena septentrional, que separa les conques del Súkhona i del Kostroma. Des del nord, la conca del riu Súkhona està limitada a la part occidental per la cadena de turons Kharovsk que la separa de la conca del riu Vaga.

## Navegació i canals
El Súkhona és navegable, però no hi ha navegació de passatgers excepte per a les travessies en ferri. El curs baix del Kúbena i el llac Kubenskoie també són navegables. La part nord del llac Kubenskoie, que pertany a la conca del Súkhona, està connectada pel canal de Dvina Septentrional amb la ciutat de Kirillov i el Xeksnà, connectant així les conques del Mar Blanc i el Volga. Al segle xix, el canal i el llac Kubenskoie eren la via fluvial principal que connectava el Volga amb el mar Blanc. No obstant això, a la dècada de 1930 es va construir el Canal Mar Bàltic-Blanc i el Canal de Dvina Septentrional va perdre la seva importància. El canal encara està en funcionament, donant servei al trànsit de càrrega i a creuers ocasionals, que després es dirigeixen al llac Kubenskoie.

## Història
La zona va ser poblada per pobles finnis i després colonitzada per la República de Nóvgorod, amb l'excepció de Veliki Ústiug, que formava part del Principat de Vladímir-Súzdal. Totma ha estat esmentat per primera vegada a les cròniques el 1137, i Veliki Ústiug, el 1207. Al segle xiii els comerciants de Novgorod ja van arribar al mar Blanc. La zona era atractiva en primer lloc a causa del comerç de pells. La via fluvial principal de Novgorod a la Dvina del Nord era al llarg del Volga i el seu afluent, el Xeksnà, al llarg del Slavianka fins al llac Nikolskoie, després els vaixells es van portar per terra fins al llac Blagoveshchenskoie, des d'allà aigües avall al llarg de la Porozovitsa fins al llac Kubenskoie i més endavant. el Súkhona i el Dvina Septentrional.
Fins al 1700, Arkhangelsk va ser el principal port comercial per al comerç marítim de Rússia i l'Europa occidental, i Súkhona es trobava a la principal ruta comercial que connectava la Rússia central amb Arkhangelsk. Pere el Gran va canviar dràsticament la situació, en fundar Sant Petersburg el 1703, obrint així el camí al comerç del mar Bàltic, i en construir l'autopista entre Sant Petersburg i Arkhangelsk via Kargopol. El riu va perdre ràpidament el seu paper com a principal ruta comercial, que es va accelerar amb la construcció del ferrocarril entre Vólogda i Arkhangelsk entre 1894 i 1897.